# Ulica Książęca w Warszawie

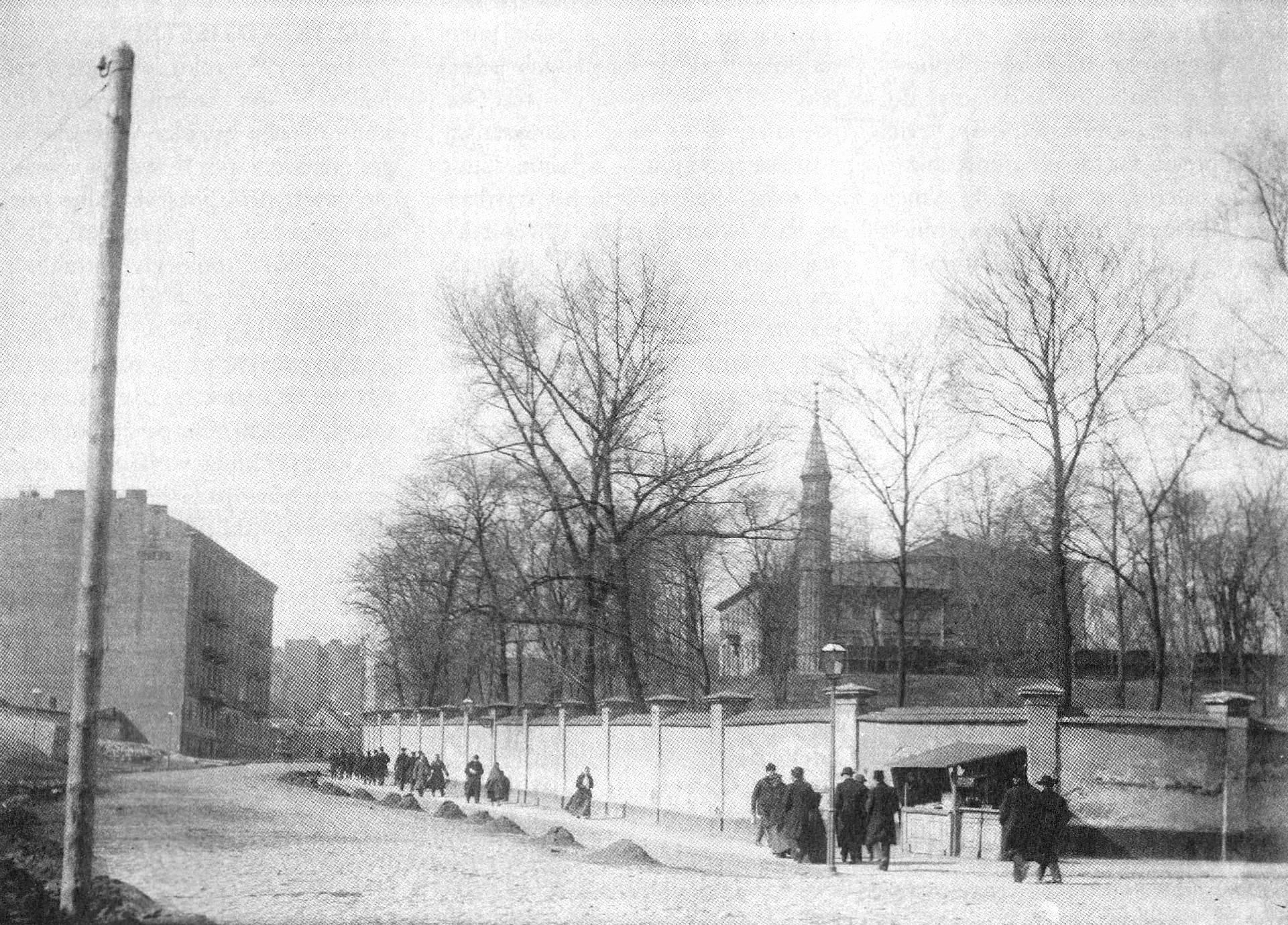
Ulica w okresie międzywojennym, po prawej park Na Książęcem z widocznym minaretem

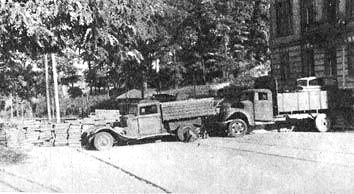
Barykada na ulicy Książęcej w czasie powstania warszawskiego w 1944 roku

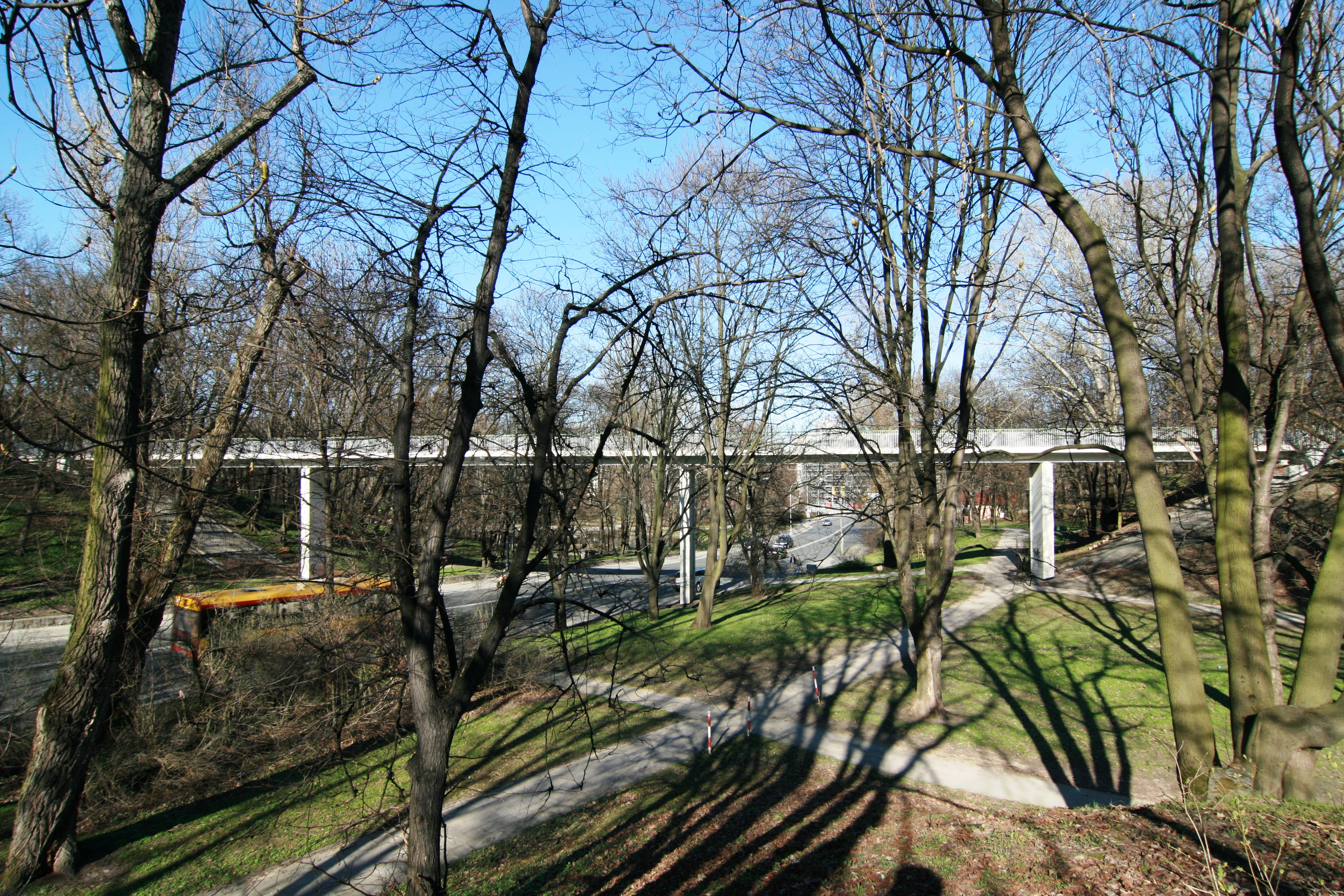
Kładka nad ulicą zbudowana w 1974

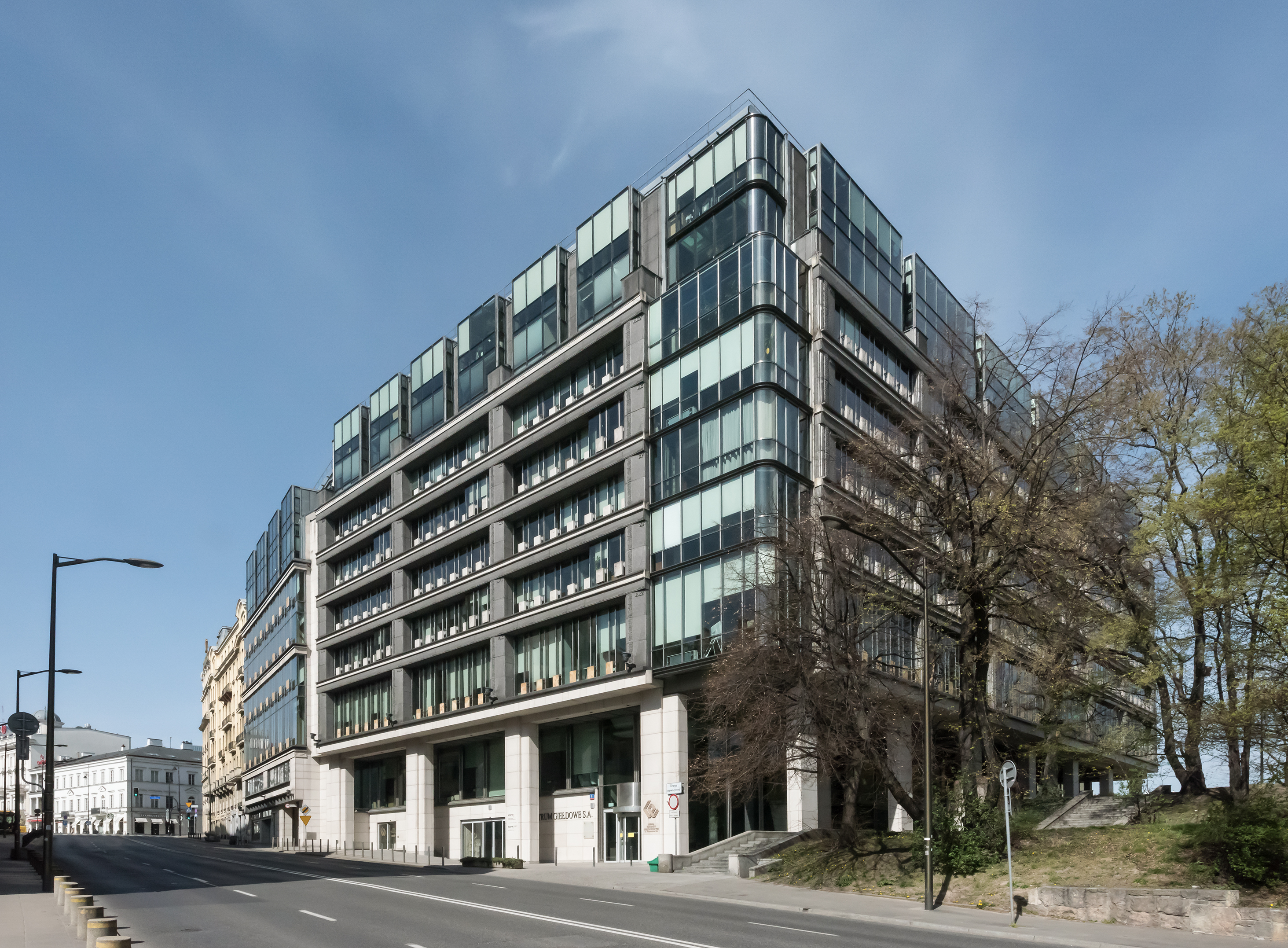
Centrum Giełdowe (nr 4), siedziba Giełdy Papierów Wartościowych, Krajowego Depozytu Papierów Wartościowych i Towarowej Giełda Energii

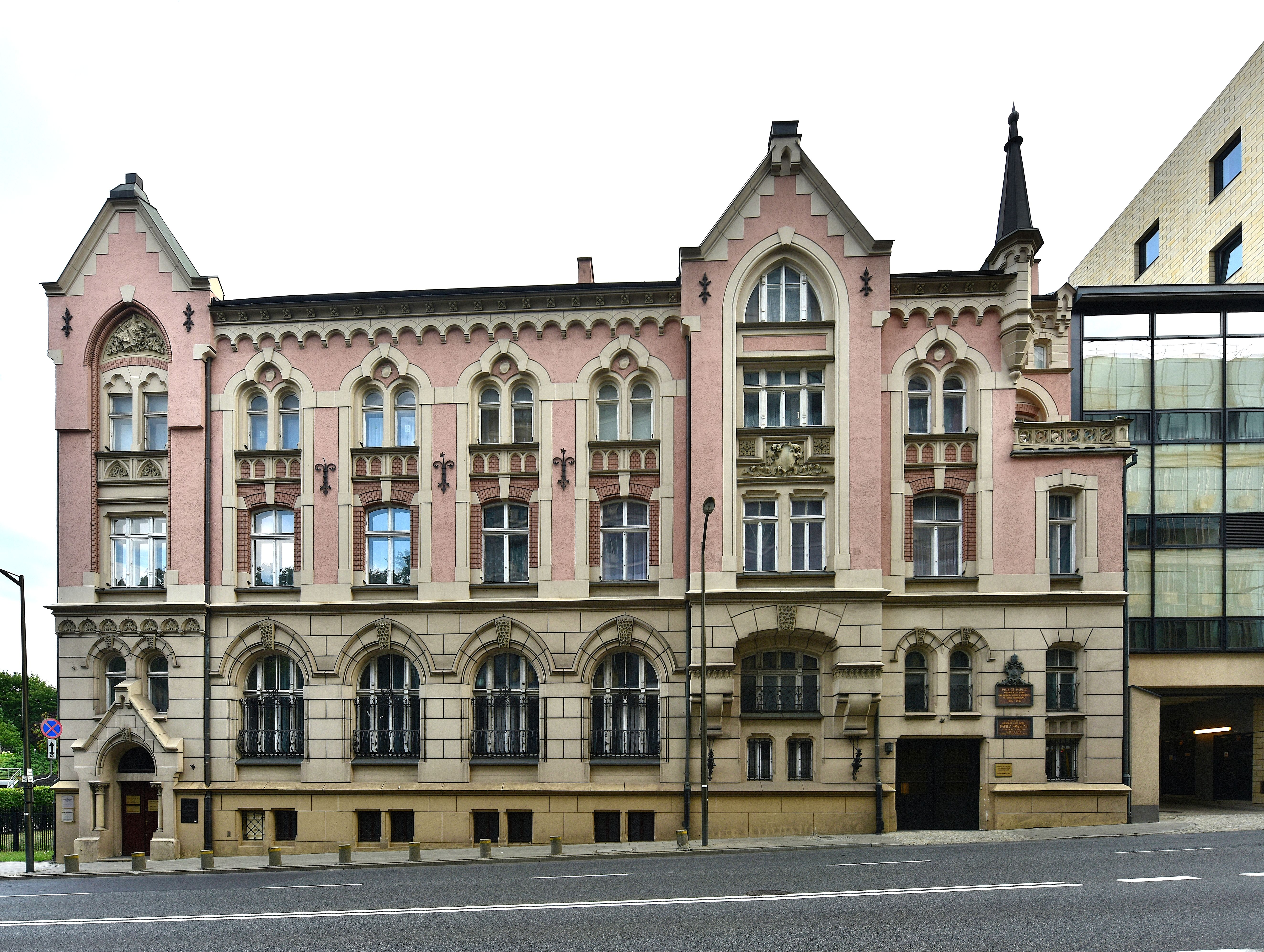
Ulica Książęca 21 – dom parafialny parafii św. Aleksandra

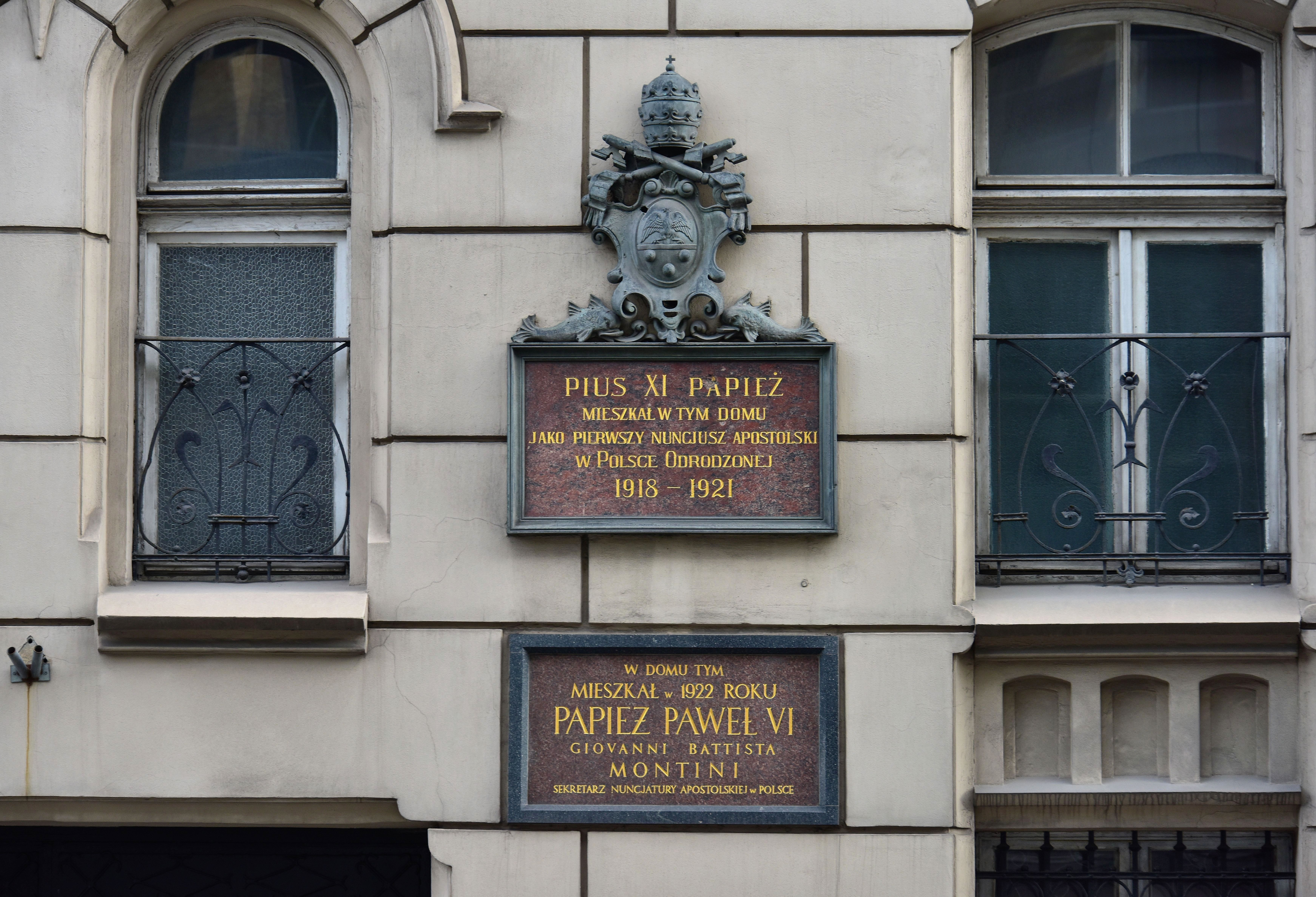
Tablice poświęcone przyszłym papieżom, Piusowi XI i Pawłowi VI, na ścianie budynku nr 21

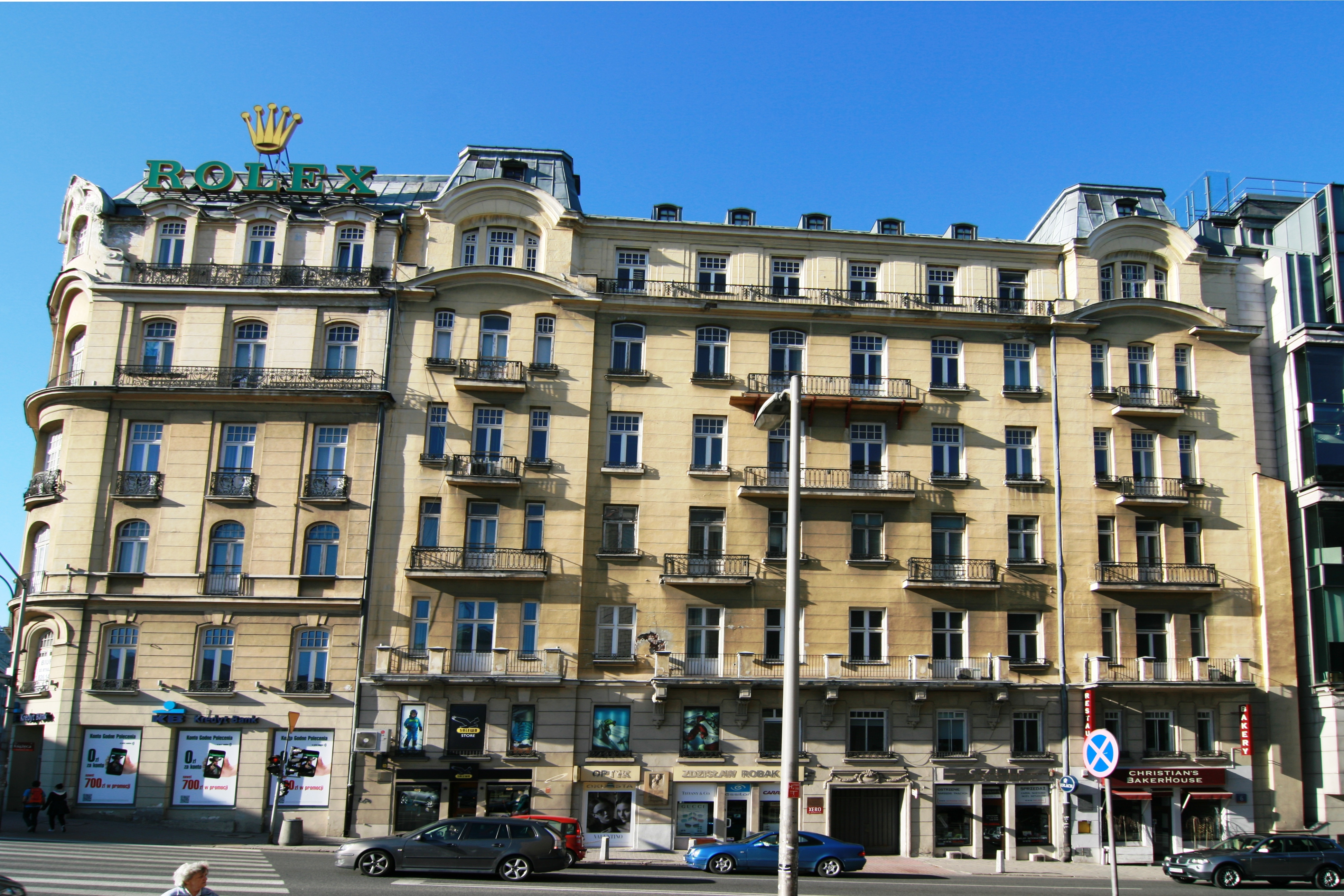
Budynki przy ul. Książęcej 6 (po prawej) i Nowy Świat 2 (po lewej)

Ulica Książęca w Warszawie – jedna z ulic warszawskiego Południowego Śródmieścia, o długości około 560 m.

## Przebieg
Ulica Książęca biegnie prostopadle do Wisły w kierunku wschód-zachód od skrzyżowania ulic: Rozbrat i Kruczkowskiego i jest przedłużeniem w kierunku zachodnim ulicy Ludnej. Zaraz za skrzyżowaniem istnieje skrzyżowanie z Podskarpową Ścieżką Rowerową. Następnie ulica biegnie stromo pod górę pokonując Skarpę Wiślaną i kończy się na placu Trzech Krzyży.

## Ważniejsze obiekty
Po lewej stronie ulicy w jej dolnej części znajduje się park Marszałka Edwarda Rydza-Śmigłego. W parku, w pobliżu początku ulicy, znajduje się lecznica dla zwierząt, za którą istnieje ścieżka do alei Na Skarpie i zabudowań Muzeum Ziemi: Białego Pałacyku i willi Pniewskiego.
Po prawej stronie od początkowego skrzyżowania, na północ od ulicy Książęcej, znajduje się Park na Książęcem. Park i groty po uporządkowaniu w latach 60. XX wieku zostały wpisane 1 lipca 1965 roku do rejestru zabytków pod numerem 278 z adnotacją: do decyzji nie sporządzono załącznika graficznego (teren 5 ha). Ogród nigdy nie powstał w całości, do dziś pozostały jedynie niewielkie jego fragmenty. Oś kompozycji osiemnastowiecznego założenia wyznaczała szeroka dwurzędowa aleja. W parku „Na Książęcem” po II wojnie światowej ustawiono nowy pawilon ogrodowy, gdzie umieszczono studnię artezyjską.
Około 215 m od początkowego skrzyżowania kładka dla pieszych nad ulicą Książęcą łączy oba parki. Kładka zaprojektowana przez Zenona Franza została oddana do użytku 17 lipca 1974. Wsparta na trzech filarach konstrukcja znajduje się 7,5 m nad poziomem ulicy. Ma długość 82 m i szerokość 4,5 m. Kładka powstała dla upamiętnienia 30-lecia PRL, o czym informuje tablica na jednym z jej filarów.
Obecnie wzdłuż ulicy Książęcej znajduje się jedynie kilka kamienic tuż przed jej wylotem na plac Trzech Krzyży na jej ostatnim ok. 100-metrowym odcinku.
- Strona nieparzysta (lewa, południowa):
  - Klinika Weterynaryjna o adresie Książęca 3
  - lekko oddalony od ulicy kompleks 3 budynków mieszkalnych o nazwie Holland Park Apartments (o adresach: ul. Książęca 15, 17 i 19);
  - ul. Książęca 21, działka ta została podarowana parafii św. Aleksandra w 1851 roku przez Ludwika Naimskiego, właściciela browaru przy placu Trzech Krzyży. Początkowo mieściła się tu szkoła. Po przejęciu domu parafialnego (ul. Książęca 23) przez władze carskie przeniesiono tu plebanię, którą nazwano nowym domem parafialnym. W latach 1900–1902 wybudowano okazałą kamienicę na podstawie projektu Tomasza Saryusz-Bielskiego. Był to rezultat poszukiwania tzw. stylu narodowego, w praktyce – neogotyk. Budynek ten (wraz z działką) został wpisany do rejestru zabytków 18 października 1999 roku pod numerem A-942 (A-19). Obecnie na elewacji budynku znajduje się kilka tablic, o treści:
    - przy wejściu zachodnim (wejście do domu parafialnego) tablice poświęcone wizytom papieży:
      - „Pius XI papież / mieszkał w tym domu / jako pierwszy nuncjusz apostolski / w Polsce Odrodzonej 1918–1921”,
      - „W domu tym / mieszkał w 1922 roku / Papież Paweł VI / Giovanni Battista / Montini / Sekretarz Nuncjatury Apostolskiej”,

    - przy wejściu wschodnim (wejście do kancelarii parafialnej i punktu charytatywnego Caritas):
      - po lewej stronie tablica informacyjna dotycząca budynku,
      - po prawej stronie tablica poświęcona pamięci walk AK w powstaniu warszawskim o treści: „Poległym i zmarłym / Żołnierzom / Armii Krajowej / Zgrupowania «Leśnik» / którzy podczas / powstania warszawskiego / wraz / z innymi oddziałami AK / walczyli tu / we wrześniu / 1944 roku”;

  - narożna kamienica przy ul. Książęcej 23 została wybudowana w tym samym czasie (1900–1902, również zgodnie z projektem Tomasza Saryusz-Bielskiego). Wcześniej była tu stara plebania parafii. Po powstaniu styczniowym nieruchomość została przejęta przez władze carskie. Obecnie jest to boczna elewacja nowoczesnej siedziby grupy finansowej ING Group.
- Strona parzysta (prawa, północna):
  - przy ul. Książęcej 4 znajduje się nowoczesny budynek Centrum Giełdowego, siedziba Giełdy Papierów Wartościowych, Krajowego Depozytu Papierów Wartościowych i Towarowej Giełda Energii;
  - ul. Książęca 6: Kamienica Kazimierza Natansona wybudowana w 1883 roku, przebudowana w latach 1913–1914 według projektu Józefa Czerwińskiego i Wacława Heppena dla Wiktora Bychowskiego (była wtedy już 6-piętrowa). 9 sierpnia 2006 roku kamienica została wpisana do rejestru zabytków pod nr rej. A-711. Na ścianie tego budynku wmurowano 2 tablice pamiątkowe:
    - tablica poświęcona pamięci Adama Chmielowskiego o treści: „Święty Brat Albert / Adam Chmielowski / 1845–1916 / artysta malarz, uczestnik / powstania styczniowego. / Opiekun bezdomnych / mieszkał w tym domu / w latach swojej młodości 1858–1861” i podpis: Warszawskie Przedsiębiorstwo Geodezyjne S.A. / Towarzystwo Przyjaciół Warszawy / Polskie Towarzystwo Turystyczno-Krajoznawcze,
    - tablica poświęcona Stanisławowi Piaseckiemu: „... Polskę ukochałem bardziej ... / Pamięci Stanisława Piaseckiego / myśliciela i publicysty / narodowego / redaktora naczelnego / «Prosto z mostu» / redagującego w tym budynku / w latach 1935–39 / czołowy tygodnik kulturalny / czasów Polski niepodległej / rozstrzelanego przez Niemców / w Palmirach / w dniu 12 czerwca 1941 roku”;

  - narożna kamienica ma już adres Nowy Świat 2: pierwsza kamienica (Szymona Manugiewicza) została wybudowana tu w 1820 roku (przez pewien czas miała adres: ul. Książęca 8). W 1913 roku kamienica została gruntownie przebudowana uzyskując mniej więcej dzisiejszy wygląd.

## Komunikacja
W latach 1929–1944 i 1947–1959 ulicą kursowały tramwaje (początkowo linia 8, później 9), zjeżdżające z placu Trzech Krzyży do pętli na Solcu, pod wiaduktem mostu Poniatowskiego.

## Historia
Pierwotnie biegł tędy wąwóz rzeczki Żurawki (lub Żórawki), która przecinała tę część przedmieścia Warszawy, mając źródło w okolicy placu Starynkiewicza i potem biegnąc dzisiejszymi Alejami Jerozolimskimi i ulicą Żurawią i dalej, ulicami Czerniakowską i Okrąg, do Wisły.
W latach 1749–1752 rzeczkę uregulowano i wytyczono trakt łączący ulice na skarpie z Czerniakowem. W tym czasie do traktu od strony północnej przylegały zabudowania wielkiej królewskiej cegielni eksploatującej pobliskie glinianki. Po 1776 roku Szymon Zug zaprojektował i stworzył dla księcia Kazimierza Poniatowskiego dwa ogrody. Park na miejscu cegielni otrzymał nazwę „Na Książęcem”, od której wywodzi się nazwa ulicy. Zug wybudował w parku kilka budynków o egzotycznym lub romantycznym charakterze, m.in. minaret (o wysokości około 15 m), tzw. Dom Imama, oranżerię, pawilon chiński, w skarpie zbudowano 2 groty i korytarze podziemne, w tym rotundę „Elizeum”(rotunda z podziemną grotą, w której najwyższa sala ma ponad 8 metrów wysokości). W ogrodzie wybudowano dwa bastiony, gliniankę zamieniono w staw z wyspą, na której hodowano małpy (słynna „małpia kolonia” księcia podkomorzego). Po drugiej stronie wąwozu Zug zaprojektował ogród „Na Górze”.
W XIX wieku obie strony ulicy były zabudowane na całej jej długości. Sama ulica została wybrukowana w 1841 roku. Od połowy XIX wieku do 1944 roku działały tu czteropłomieniowe lampy gazowe.
21 września 1939 roku, w czasie obrony Warszawy, niemiecka artyleria zniszczyła  pawilony Szpitala św. Łazarza.

### Powstanie warszawskie
W czasie powstania warszawskiego ulica była w rękach powstańców do 13 września i była jedynym połączeniem Południowego Śródmieścia z Górnym Czerniakowem. W związku z nieustannym niemieckim ostrzałem ulicy z budynku Muzeum Narodowego oraz z budynków sejmowych wykopano rów łączący domy nr 1 i 7 (patrz niżej). Wzniesiono barykady przy ul. Książęcej 7, między numerami 4 i 21 (w budynku nr 21 był bunkier) oraz na wysokości budynku nr 6.
Szczególnie zaciekłe walki toczyły się o Szpital św. Łazarza. Został on opanowany 11 sierpnia przez kompanię „Redy”, która miała placówkę przy ul. Książęcej 7, gdzie zorganizowano również kuchnię RGO. Powstańcy kilkakrotnie odzyskiwali szpital. We wrześniu walczył tu batalion „Stefana”, a szczególnie pluton „Torpedy” i oddział Jerzyków, które broniły budynków o numerach 7 i 9. Po zbombardowaniu budynków powstańcy znów obsadzili ruiny. We wrześniu kompania „Redy” była zakwaterowana w budynku plebanii pod numerem 21, stacjonowali tu również powstańcy z batalionu „Stefana”, w tym grupa „Leśnika”. Plebania nie została zdobyta przez Niemców aż do opuszczenia ulicy przez powstańców.
Ulica była broniona do 13 września, kiedy ostatecznie padł szpital św. Łazarza. W tym czasie spłonęły m.in. zabudowania szpitala, kamienice nr 1, 4, 7 oraz 23. Pocisk artyleryjski ściął większą część minaretu w parku.

### Nieistniejące budynki
Po wojnie wyburzono resztę zabudowań przy porządkowaniu wąwozu Żurawki. Wśród nieistniejących zabudowań warto wymienić:
Po północnej stronie (od połowy XIX wieku do 1944 roku zabudowania tej strony ulicy były od niej oddzielone murem):
- w dolnej części ulicy między dzisiejszą ulicą Kruczkowskiego a nieistniejącą ulicą Dolną Smolną od 1826 roku działała Rządowa Fabryka Machin Żelaznych (ul. Książęca 2A). Od 1833 roku zarządcą fabryki był Bank Polski, a od 1844 roku – Wilhelm E. Rau, który przejął ją na własność w 1868 roku i sprzedał ją w 1873 roku spółce Lilpop, Rau i Loewenstein. Zakład działał do 1915 roku;
- na zachód od fabryki w 1841 roku powstał kompleks gmachów szpitala św. Łazarza według projektu Henryka Marconiego i Adama Idźkowskiego. Szpital specjalizował się w opiece nad chorymi wenerycznie, działał do 1944 roku, w czasie II wojny światowej jako niemiecki lazaret polowy. Spłonął w 1944 roku;
- wcześniej, po 1784 roku wybudowano tu pałac kasztelana mazowieckiego Franciszka Podoskiego (Książęca 2);
- w miejscu dzisiejszej giełdy (pod adresem Książęca 4) wybudowano w latach 1878–1879 pięciopiętrową kamienicę dla Konstantego Okonia (według projektu Wacława Hirszla). Do 1910 roku działał w tym budynku hotel „National”. W latach 1914–1918 funkcjonowało tu prywatne gimnazjum M. Rychłowskiego, przekształcone w 1919 roku w Państwowe Gimnazjum Męskie im. Tadeusza Reytana, które w 1937 roku przeniosło się do nowego budynku przy ul. Rakowieckiej.

Po południowej stronie istniała luźna, parterowa lub jednopiętrowa zabudowa, na posesjach do II wojny światowej działały liczne fabryczki, zakłady pogrzebowe, warsztaty samochodowe itp.:
- na rogu ul. Rozbrat w 1900 roku powstał hotel dla niezamożnych robotników Powiśla (ul. Książęca 1);
- nieruchomość pod numerem 5 zajmował od 1784 roku drewniany dom i browar Sołońskich;
- pod koniec XVIII wieku na zachód od ogrodu „Na Górze”, pod numerem 7 znajdował się w pewnym oddaleniu od ulicy dworek Dominika Merliniego. Dom ten istnieje do dziś, w połowie XIX wieku został przebudowany według projektu Franciszka Marii Lanciego, jest dziś znany pod nazwą Domku Holenderskiego i obecnie ma adres Plac Trzech Krzyży 4/6. Później przy samej ulicy Książęcej stanął pod numerem 7 4-piętrowy dom robotniczy;
- numer 9 to parterowy dom należący w 1784 roku do Suchońskiego; przed 1914 roku na posesji tej, przekazanej przez Władysława Branickiego działał Zakład św. Jadwigi: przytułek i ochronka dla dzieci;
- pod numerem 11: parterowy dom Mikołaja Błaszkowskiego;
- numer 13 to kamienica Franciszka Weternickiego wybudowana między 1825 a 1829 rokiem;
- przed 1839 rokiem wybudowano prawdopodobnie kamienicę Stanisława Kierdynga na posesji pod numerem 15. Po 1870 roku wybudowano na tyłach tej posesji lodownię browaru działającego przy placu Trzech Krzyży;
- numer 17 – murowany, parterowy dom będący w 1784 roku własnością Michała Brześciańskiego;
- pod numerem 19 wybudowano po 1792 roku murowaną, parterową kamienicę, obok tego domu powstała przed 1825 rokiem piętrowa kamienica Brockiego.